# Aulerci
Aulerci è un nome generico dato ad alcune tribù e popoli celtici della Gallia. Giulio Cesare nomina nel II libro del De bello Gallico gli aulerci insieme ai veneti e altre tribù marittime, mentre nel VII libro enumera tra i clienti degli Edui gli Aulerci Brannovici e Blannovi, anche se il nome di quest'ultima tribù non appare genuino dato che in questo capitolo i nomi sono corrotti. Se il nome di brannovici in questo capitolo non è corrotto, questo ramo degli aulerci, che dipendeva dagli edui, deve essere distinto da quello degli aulerci situati tra il basso corso della Senna e la Loira e separato dagli edui dai senoni, dai carnuti e dai biturigi cubi. Sempre in questo passo Cesare menziona anche gli aulerci cenomani e gli aulerci eburoni, anche se è generalmente accettato il fatto che per gli eburoni bisogna leggere eburovici (come in B.G. III 17). Cesare menziona anche i popoli costieri dell'Armorica, ma questa lista non collima che quella del II libro e non riporta gli aulerci. Nel III libro, poi, Cesare menziona la tribù dei diablinti o diablintri, a cui Claudio Tolomeo dà il nome generico di aulerci. Sembra dunque che aulerci sia un nome generico utilizzato per diverse tribù.